# Paweł Ossoliński
Paweł Ossoliński herbu Topór (zm. 1534)  – dziedzic Klimontowa, kilkukrotny poseł Rzeczypospolitej na obce dwory, dał początek drugiej linii rodu – używając nazwiska Ossoliński.

## Życiorys
Syn Andrzeja z Ossolina i Balic i Katarzyny z Prawiednik. Zaślubił (po 1521 r.) Zbigniewę Słupecką (ur. 1500), po której pozostał jedyny ich potomek syn Hieronim Ossoliński (zm. po 1576 r.) – kasztelan sandomierski. Postanowił wykupić zadłużone dobra swojego brata Jana rozpoczynając dzieło skupiania rozproszonych majątków Ossolińskich. 
Miał też wnuka; sekretarza królewskiego – Zbigniewa Jana  Osssolińskiego.